# Chains on You
Chains on You (dt.: Die Ketten an dir) ist ein englischsprachiger Popsong, der von der Sängerin Athena Manoukian und DJ Paco komponiert wurde. Der Text stammt ebenfalls von Manoukian. Sie sollte mit diesem Titel Armenien beim Eurovision Song Contest 2020 in Rotterdam vertreten.

## Hintergrund
Der Titel wurde im Rahmen der armenischen Grand-Prix-Vorentscheidung Depi Jewratessil 2020 vorgestellt. Diese konnte Manoukian am 15. Februar 2020 mit 168 Punkten für sich entscheiden. Einen Tag vorher erschien der Titel als Download und Stream.

## Inhaltliches
Chains on You ist eine Uptempo-Nummer mit Einflüssen des R&B. Laut der Sängerin stehen die im Lied genannten Diamanten (Diamonds) als Metapher für das Talent und den Wert einer Person, die von anderen Personen verdeckt werden. Jedoch würden diese Eigenschaften irgendwann von jemandem erkannt werden.

## Beim Eurovision Song Contest
Armenien hätte im zweiten Halbfinale des Eurovision Song Contest 2020 mit diesem Lied auftreten sollen. Aufgrund der fortschreitenden COVID-19-Pandemie wurde der Wettbewerb jedoch abgesagt.

## Rezeption
Laut Irving Wolther lasse sich Manoukians Sieg bei der Vorentscheidung „weder musikalisch noch gesanglich wirklich nachvollziehen“, doch sie verdiene sich Anerkennung durch ihr „Bemühen, US-amerikanische Vorbilder möglichst originalgetreu zu kopieren“.